# Саша Стаменковић
Саша Стаменковић (Лесковац, 5. јануар 1985) је српски фудбалски голман. Тренутно наступа за лучанску Младост.

## Каријера
Стаменковић је почео да тренира фудбал са 14 година у Јединству из Грделице и то као играч на позицији штопера и шпица. Тек са 17 година постаје голман. У 18 години је прешао у Дубочицу, где је бранио за први тим у Српској лиги Исток. После годину дана, стигао је позив из Крагујевца, где је бранио за Раднички у другој лиги једну сезону. У својој 21. години напушта Крагујевац и прелази у Напредак из Крушевца, где је бранио две године.
Као најбољи појединац Напретка и најбољи оцењени голман Суперлиге, јуна 2008. године прелази у Црвену звезду. За београдске „црвено-беле” је наступао у три сезоне, од 2008. до 2011. године. Одиграо је 94 званичне утакмице и освојио Куп Србије 2010. године. У сезони 2009/10. изабран је у тим идеалних 11 играча домаћег првенства. Статус првог чувара мреже изгубио је у пролеће 2011. године, када је тадашњи тренер Роберт Просинечки одлучио да пружи шансу Бобану Бајковићу.
У лето 2011. је прешао у Нефчи у којем је провео наредне четири сезоне и освојио две азербејџанске Премијер лиге и два Купа. Након Нефчија је бранио у Казахстану за Окжетпес. Вратио се у Азербејџан 2018. године и потписао за екипу Сабаха. Наредне три и по године је провео у Сабаху, а затим је током 2022. наступао за казахстански Актобе. У марту 2023. потписао је за Младост из Лучана.
Био је у саставу олимпијске репрезентације Србије, која је неславно окончала такмичење у групи на играма у Пекингу 2008. године, али није бранио ни на једној утакмици.

## Трофеји
Црвена звезда
- Куп Србије (1) : 2009/10.

Нефчи
- Првенство Азербејџана (2) : 2011/12, 2012/13.
- Куп Азербејџана (2) : 2012/13, 2013/14.